# کاترین سویتزر
کاترین ویرجینیا سویتزر (به انگلیسی: Kathrine Virginia Switzer) (زادهٔ ۵ ژانویهٔ ۱۹۴۷) دوندهٔ ماراتن و نویسندهٔ آمریکایی است. او اولین زنی است که دوی ماراتن بوستون را با شمارهٔ رسمی دویده‌ است.

## زندگی‌نامه

### سال‌های آغازین
کاترین ویرجینیا سویتزر در ۵ ژانویهٔ ۱۹۴۷ در آمبرگ، آلمان زاده شد. پدرش سرگرد نیروی زمینی ایالات متحده آمریکا بود. خانوادهٔ سویتزر در ۱۹۴۹ میلادی به آمریکا بازگشتند. کاترین در دانشگاه سیراکیوز روزنامه‌نگاری خواند. او مدرک کارشناسی خود را در سال ۱۹۶۸ میلادی و مدرک کارشناسی ارشدش را در سال ۱۹۷۲ میلادی دریافت کرد.

### ماراتن ۱۹۶۷ بوستون
کاترین سویتزر در ۱۹۶۷ میلادی، زمانی که دانشجویی بیست‌ساله بود در دوی ماراتن بوستون با نام کی. وی. سویتزر نام‌نویسی کرد، در نتیجه جنسیت وی پنهان ماند. در آن زمان زنان حق شرکت در این مسابقه را نداشتند. یکی از مقامات رسمی ماراتن به نام جاک سمپل که متوجه زن بودن کاترین شده بود، سعی کرد وی را به بیرون از مسیر مسابقه بکشد و خطاب به کاترین سویتزر فریاد زد: «از زمین مسابقه من گم شو بیرون و این شماره را بده به من.» اما دوست پسر سویتزر، تام میلر، که همراه با وی می‌دوید با تنه‌زدن به سمپل مانع از این کار شد. عکسی که از این صحنه گرفته شده‌است در آن زمان در صدر اخبار روزنامه‌ها و تلویزیون قرار گرفت. در نهایت با وجود آن‌که کاترین مسابقه را به پایان رساند، مسئولان مسابقه وی را رد صلاحیت کردند.
تلاش کاترین موجب هموار شدن راه برای شرکت زنان در ماراتن گردید و در سال ۱۹۷۲ میلادی برای نخستین بار زنان نیز مانند مردان در ماراتن بوستون شرکت کردند.

### فعالیت‌های دیگر
کاترین سویتزر در سال ۱۹۷۴ میلادی با زمان ۳ ساعت و ۷ دقیقه و ۲۹ ثانیه برندهٔ ماراتن نیویورک شد. بهترین زمان ماراتن او ۲ ساعت و ۵۱ دقیقه و ۳۷ ثانیه است که در ماراتن ۱۹۷۵ بوستون ثبت شده‌است. او در این مسابقه دوم شد.
او شرح تجربه‌ها و انگیزه‌هایش را به‌عنوان یک دونده در کتابی به نام زن ماراتنی منتشر کرده‌است. سویتزر عضو تالار مشاهیر ملی دوندگان استقامت است.